# دانييلا بانش
دانييلا بانش (بالإنجليزية: Daniella Bunch)‏ هي لاعبة دفع الجلة أمريكية، ولدت في 16 مايو 1991 في ماهومت في الولايات المتحدة.

## وصلات خارجية
- دانييلا بانش على موقع الاتحاد الدولي لألعاب القوى (الإنجليزية)
- دانييلا بانش على موقع الاتحاد الأمريكي لسباقات المضمار والميدان (الإنجليزية)
- دانييلا بانش على موقع الدوري الماسي (الإنجليزية)